# 픽토우랜딩

노바스코샤 주에 있는 픽토우 랜딩

픽토우 랜딩(Gaelic Eilean Piogto)은 픽토우 카운티에 위치한 캐나다 노바스코샤 주에 있는 커뮤니티다.

## 지리
픽토우 랜딩은 픽토우 마을 건너편 픽토우 항구 남쪽 해안에 위치해 있다.

## 역사
항구를 건너는 여객선의 상륙지라는 사실에서 유래한 이름일 것이다. 그 지역의 초기 이름은 1765년 존 피셔에게 땅을 부여한 후 피셔 그랜트였다. Pictou Landing First Nation의 유일한 인구밀집지역 이름은 Fisher's Grant 24로 Pictou Landing 북동쪽 3km 지점에 위치해 있다.
노바스코샤 철도는 1867년에 이곳에 도착했다. 1876년 식민지 간 철도가 개통되기 전까지 얼음이 없는 달에 캐나다 상부로 가는 여행객들의 주요 노선이었다. 증기선 메이플라워호는 승객과 화물을 항구를 가로질러 운반했다. 1879년에 간행된 지도에는 픽토우 랜딩에 있는 4개의 교각과 그 중 3개는 식민지간 철도도로의 선로를 운반하고 있으며, 이 교각 중 2개는 석탄회사에 소속되어 있다.